# Фторид рутения(III)
Фторид рутения(III) — неорганическое соединение, 
соль металла рутения и плавиковой кислоты с формулой RuF3,
тёмно-коричневые кристаллы,
не растворяется в воде.

## Получение
- Действие избытка иода на пентафторид рутения:

{\displaystyle {\mathsf {5RuF_{5}+I_{2}\ {\xrightarrow {150^{o}C}}\ 5RuF_{3}+2IF_{5}}}}

## Физические свойства
Фторид рутения(III) образует тёмно-коричневые кристаллы
тригональной сингонии, пространственная группа R 3c, параметры ячейки a = 0,5386÷0,5408 нм, α = 54,66÷54,79°, Z = 2,
структура типа фторида ванадия(III)
.
Не растворяется в воде, кислотах и разбавленных щелочах.